# Billings-Burns
Billings-Burns war ein britischer Automobilhersteller von 1900 aus Coventry (Warwickshire). Konstrukteur war E. D. Billings. J. Burns in London sollte ursprünglich den Wagen vertreiben. Der Markenname lautete Billings.
Das Fahrzeug war mit einem Einzylindermotor mit 2 ¼ hp ausgestattet, der vorne im Wagen eingebaut war und keine Motorhaube besaß. Dieser Motor wurde vom französischen Hersteller De Dion-Bouton zugeliefert.